# شبادا

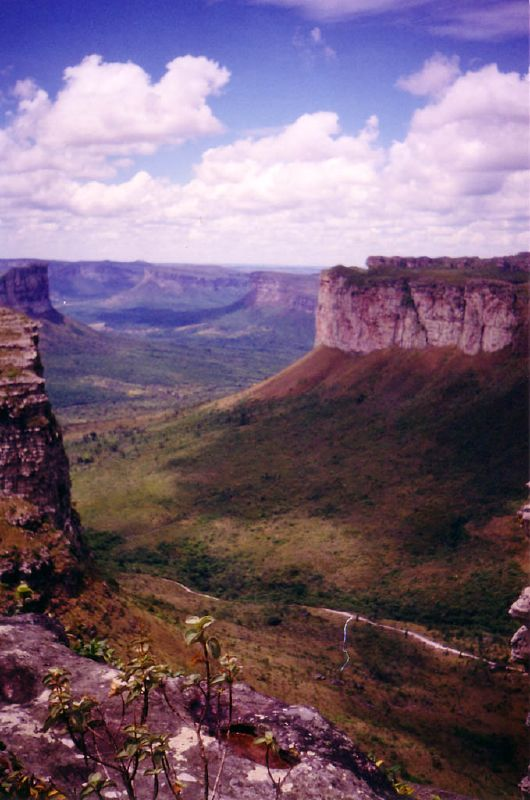
منظر لمتنزه شبادا الوطني.

شبادا (بالإنجليزية: Chapada)‏، هي هضبة توجد في المرتفعات البرازيلية. التي عادة ما توصف بأنها سلاسل جبلية، تتوج بطبقات أفقية من الحجر الرملي وتظهر السطح الأصلي، الذي تآكلت به الأنهار، تاركة هنا وهناك تلال واسعة مسطحة بين أحواض الأنهار ونطاقات ضيقة من التلال بين أسطح النهر. تمتد جسورها الوعرة من الوديان ذات البعد العميق والتي تمتد إلى الأفق من سلسلة الجبال المستمرة.